# Raphaël Chaume
Pour les articles homonymes, voir Chaume.

a Compétitions nationales et continentales officielles uniquement.

b Matchs officiels uniquement.
Dernière mise à jour le 13 juin 2022.
Raphaël Chaume, né le 24 avril 1989 à Valréas (Vaucluse), est un joueur français de rugby à XV évoluant au poste de pilier. Il joue au sein de l'effectif du Lyon olympique universitaire depuis 2019.

## Biographie

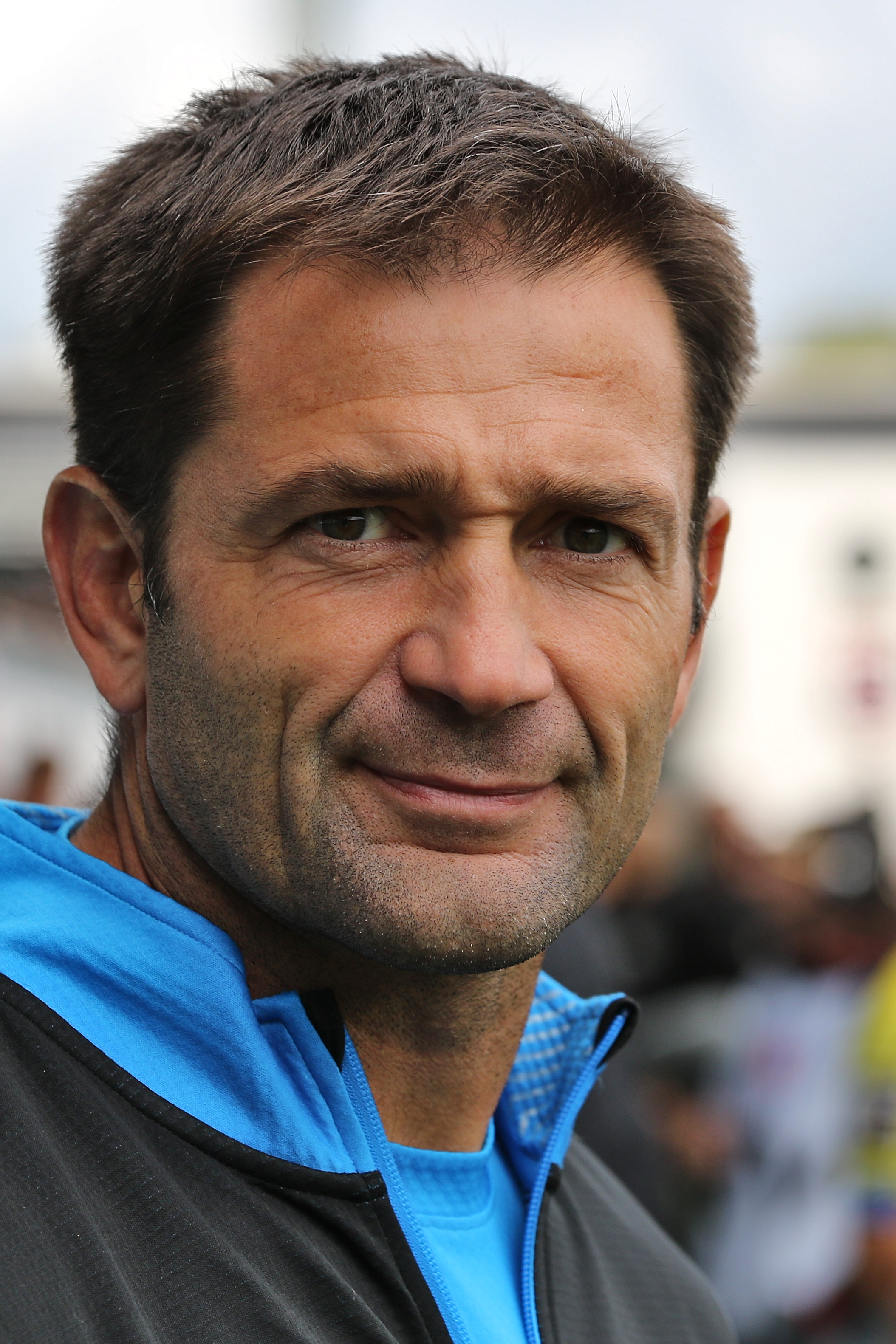
Franck Azéma, ici en 2015, est l'entraîneur de Raphaël Chaume de 2010 à 2018.

Raphaël Chaume naît à Valréas dans le département du Vaucluse en France.
Raphël Chaume fait ses débuts dans le rugby à XV avec le Pays d'Aix RC avec qui il dispute une rencontre de Fédérale 1 lors de la saison 2007-2008,. Puis, il rejoint l'ASM Clermont en 2008 et intègre le centre de formation ainsi que l'effectif espoir avec qui il obtient trois titres de champion de France espoir en 2010, 2011 et 2012. Il fait ses débuts avec l'équipe professionnelle en 2011.
Il honore sa première cape internationale en équipe de France le 11 novembre 2017 contre l'équipe de Nouvelle-Zélande au Stade de France. Il remplace Jefferson Poirot à 67e minute après un premier remplacement temporaire en fin de première mi-temps.
En novembre 2017, il signe un contrat de quatre ans avec le LOU Rugby pour rejoindre le club en 2018.

## Palmarès
- Champion de France en 2017 avec l'ASM Clermont
- Finaliste de la Coupe d'Europe en 2017 avec l'ASM Clermont
- Vice-champion de France Espoirs 2009 avec l'ASM Clermont Auvergne
- Finaliste du Championnat de France en 2014-2015 avec l'ASM Clermont Auvergne